# Steven Borough
Steven Borough (Northam, Devon, 25 de septiembre de 1525 - 12 de julio de 1584) fue un navegante inglés recordado por haber participado en varias de las primeras expediciones inglesas en los mares del Ártico. Fue capitán del primer barco inglés que llegó al mar Blanco en 1553 y abrió el comercio con Rusia en nombre de la Compañía de Moscovia. Se convirtió en un experto en pilotaje en aguas árticas y fue uno de los primeros ingleses en practicar los nuevos métodos científicos de navegación. Fue muy buscado por sus conocimientos por los marinos ingleses y españoles.

## Biografía
Borough nació el 25 de septiembre de 1525 en Northam , al norte de Devon, hijo de Walter y Mary (Dough) Borough. Después de una educación básica en la escuela parroquial local, fue aprendiz de su tío, John Borough, un consumado marino consumado que navegaba regularmente a Sicilia, Creta y el Levante . Además de aprender las habilidades de navegación y pilotaje de su tío, Borough adquirió cierta habilidad con los idiomas español y portugués.
Con algo de ayuda de los contactos de su tío en Londres, Borough fue seleccionado para participar en una expedición que fue fletada por la «Ministry and Company of Merchant Adventurers for the Discovery of Regions, Dominions, Islands, and Places unknown»  para buscar un Paso del Noreste hacia Catay y la India. Tres barcos partieron desde el río Támesis en Londres en 1553 bajo el liderazgo de sir Hugh Willoughby. Borough sirvió como master (maestro) del Edward Bonaventure, en el que Richard Chancellor navegaba como piloto en jefe y segundo al mando de la expedición. Separado por una tormenta de los otros dos barcos de la expedición (el Bona Esperanza y el Bona Confidentia ), el Edward Bonaventure se dirigió solo hacia el mar Blanco.donde echaron el ancla en la desembocadura del río Dviná Septentrional cerca de la actual ciudad de Arcángel. Chancellor viajó por tierra a Moscú, donde negoció un tratado comercial con Iván el Terrible mientras Borough y la mayor parte de la tripulación pasaban el invierno en su barco. En palabras de su epitafio, Borough  «descubrió Moscouia por el paso del mar del Norte a San Nicolás (Archangel)».
En una segunda expedición en 1556, ya para la Compañía de Moscovia, navegó de nuevo más allá del mar Blanco en el pequeño Serchthrift, con una tripulación de 15 hombres, y descubrió el estrecho de Kara, el paso que conecta las aguas del mar de Kara y las del mar de Pechora, localizado entre la punta norte de la isla Vaygach y la punta sur de la isla Yuzhny del archipiélago de Nueva Zembla. No pudo franquearlo porque el hielo bloqueaba el paso y Borough regresó al mar Blanco e invernó en Kholmogory. Durante esta expedición, también recopiló la documentación más antigua conocida de las lenguas sami en 1557; la lista de palabras fue publicada por Richard Hakluyt.
A su regreso a Inglaterra en 1557, Borough se enteró de que Chancellor había muerto en un naufragio en la costa escocesa y fue ascendido a navegante jefe de la Compañía de Moscovia. Hizo varios viajes más a Rusia entre 1560 y 1571.
Alrededor de 1558, visitó la escuela de navegación de la Casa de la Contratación de Sevilla. Por esa época, las relaciones entre Inglaterra y España se encontraban en un momento dulce debido a la boda entre la reina inglesa María y el príncipe heredero de España, Felipe. Allí compartió sus conocimientos sobre el Ártico a cambio de conocimientos sobre la formación de pilotos españoles. Borough se llevó de vuelta a Inglaterra un ejemplar del Breve Compendio, un manual de navegación de 1551 del cosmógrafo español Martín Cortés de Albacar. Borough encargó una traducción de la obra, que fue realizada por Richard Eden como el Art of Navigation [Arte de la navegación] en 1561. Como tal, se convirtió en el primer manual de navegación en inglés y fue ampliamente utilizado durante muchos años.
A principios de 1563 fue nombrado jefe de pilotos y uno de los cuatro maestros de los barcos reales de Isabel I de Inglaterra en el Medway, en Kent, y en ese puesto pasó el resto de su vida. En 1574 consultó con Martin Frobisher y Michael Lok acerca de sus expediciones en busca de un paso del noroeste hacia Catay.
Murió el 12 de julio de 1584, y fue enterrado en Chatham. Su hijo, Christopher Borough, escribió una descripción de una expedición comercial realizada en 1579-1581 desde el mar Blanco hasta el mar Caspio y de regreso.
Borough fue el autor de A Discourse of the Variation of the Compas, or Magneticall Needle [Un discurso de la variación del compás, o aguja magnética] (1581), y algunas de las cartas de navegación que realizó se conservan en el Museo Británico y en Hatfield.

## Familia
Su hermano menor, William Borough, nacido en 1536, también en Northam, sirvió como marinero en el Edward Bonaventure  en su viaje a Rusia en 1553 y, posteriormente, hizo muchos viajes a San Nicolás. Más tarde, transfirió sus servicios desde la Compañía de los Mercantes Aventureros a la Corona. Como comandante del Lion [León] acompañó a sir Francis Drake en su expedición a Cádiz de 1587, pero se metió en problemas, presumiblemente al estar en desacuerdo con su jefe sobre la sabiduría del ataque a Lagos. Murió en 1599.